# St. Korbinian (Oberlaindern)

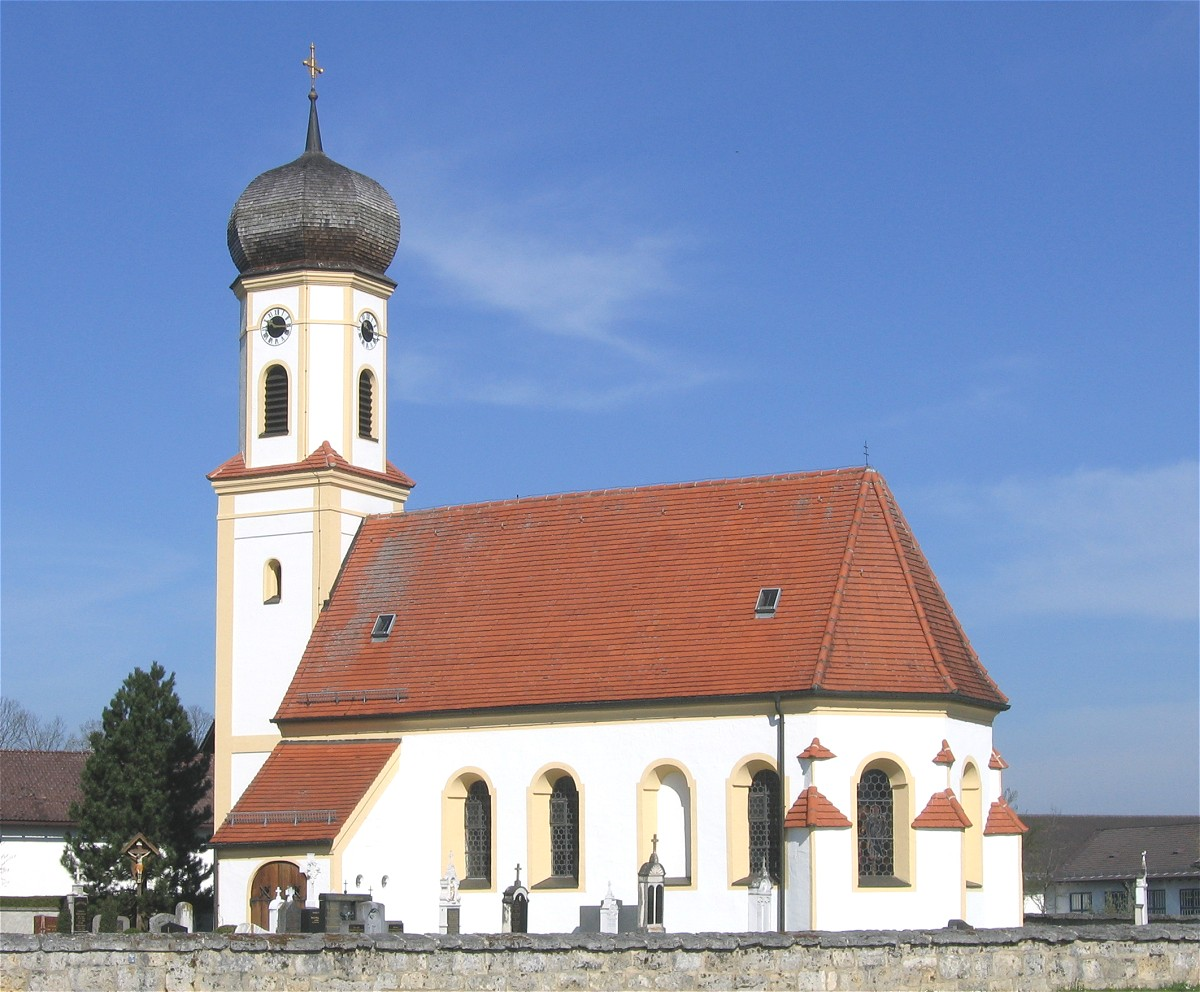
St. Korbinian in Oberlaindern

Die römisch-katholische Filialkirche St. Korbinian steht in Oberlaindern, einem Gemeindeteil von Valley im oberbayerischen Landkreis Miesbach. Die Kirche steht unter Denkmalschutz und wird in der Liste der Baudenkmäler in Valley als Baudenkmal unter der Nr. D-1-82-133-38 geführt. Die Kirche gehört zum Dekanat Miesbach im Erzbistum München und Freising.

## Beschreibung
Die gotische Saalkirche wurde um 1500 mit Teilen des Vorgängerbaus errichtet und im 18. Jahrhundert barock umgestaltet. Sie besteht aus dem Langhaus, dem von Strebepfeilern gestützten dreiseitig geschlossenen Chor im Osten, der Sakristei an der Nordwand des Chors, einer kleinen Eingangshalle mit Kriegerdenkmal und Lourdeskapelle an der Südseite und dem Kirchturm auf quadratischem Grundriss im Westen. Er wurde 1891 mit einem achteckigen Geschoss aufgestockt, das den Glockenstuhl und die Turmuhr enthält. Der ursprüngliche Spitzhelm wurde 1907 durch eine Zwiebelhaube ersetzt.
Der Innenraum ist mit einem Stichkappengewölbe überspannt. Die Deckenmalerei wurde erst 1947 eingefügt. Das Gemälde über dem Altarraum zeigt die Heilige Dreifaltigkeit, das Bild über dem Langhaus den hl. Korbinian und Maria, die Gott bitten, das mit der Kirchenansicht und ein paar Häusern angedeutete Dorf vor Zerstörung zu bewahren. Geschichtlicher Hintergrund ist der Angriff von zwei ebenfalls im Gemälde angedeuteten Jagdbombern, die ihr eigentliches Ziel, aber auch Oberlaindern in unmittelbarer Nähe knapp verfehlten.
Zur Kirchenausstattung gehört ein Hochaltar, den Joseph Götsch um 1760/70 baute; 1878 wurde er überarbeitet. In seinem Mittelteil steht unter einem von Säulen getragenen Baldachin eine Muttergottes mit Jesuskind, die je nach liturgischer Jahreszeit in farblich verschiedene Gewänder gekleidet wird. Davor knien die Heiligen Korbinian und Augustinus. Die sarkophagartige Mensa des Altars ist mit Ornamenten gestaltet.
Die vierzehnregistrige Orgel erbaute 1993 Reinhold Fritzenschaf, Ingoldingen.